# LOLCODE
LOLCODE — езотерична мова програмування натхненна інтернет мемом lolcat'ом. Мова була створена в 2007 році Адамою Ліндсей, дослідником кафедри обчислювальної техніки Ланкастерського університету.Мова є повною за Тюрінгом, оскільки є можливість реалізації інтерпретатора Brainfuck на LOLCODE.

## Приклад структури програми
Зарезервовані слова(ключові слова) — це все слова англійського розмовного діалекту взяті з lolcat мемів.
| Код                                               | Пояснення |
| ------------------------------------------------- | --- |
| HAI [ВЕРСІЯ]                                      | Усі LOLCODE програми починаються з HAI («Hi!», що означає «Привіт») вітання та вказування певної версії мови.                                    |
| CAN HAS [БІБЛІОТЕКА]?                             | Так як і в С++ підключається стандартна бібліотека для використання простих методів, наприклад для вводу та виводу тексту.                       |
| VISIBLE [ТЕКСТ]                                   | Виводить повідомлення з текстом на екран. |
| GIMMEH[ЗМІННА]                                    | Аналог input() у Python.Поки що цей метод повертає тільки значення string.                                                                       |
| KTHXBYE                                           | Оголошуємо кінець коду програми. ('K' = «OK», «Thanks»="THX" «BYE» — це слова записані одним словом, що разом означають «Добре, дякую, бувай»)   |
| BTW [КОМЕНТАР]                                    | Додає однорядковий коментар («BTW» = «By the way», що означає «До речі»)                                                                         |
| OBTW [КОМЕНТАР] TLDR                              | Додає багаторядковий коментар. («OBTW» — початок, «TLDR» — кінець коментаря, «TLDR» = «Too long, don't read», що означає «Дуже довго, не читай») |
| PLZ [команда?] AWSUM THX [код] O NOES [код]       | Блок обробки винятків.Аналог «try .. catch .. finally» в Java.                                                                                   |
| I HAS A [ЗМІННА] ITZ [ЗНАЧЕННЯ]                   | Оголошення змінної. |
| IZ [ЗМІННА] ОПЕРАЦІЯ ПОРІВНЯННЯ [ЗНАЧЕННЯ]?       | Порівняння. (Операції порівняння тут записуються словами, тобто: «BIGGER»= «>», «SMALLER»="<", «SAEM» = "==", «DIFFRINT» = "!=")                 |
| IM IN YR [НАЗВА ЦИКЛУ] IM OUTTA YR [НАЗВА ЦИКЛУ]. | Цикл який повторюється допоки не буде команди IM OUTTA YR [НАЗВА ЦИКЛУ].                                                                         |

Нижче наведено запис бінарних операцій.
```
SUM OF <x> AN <y>       BTW +(Сума змінних х і у)
DIFF OF <x> AN <y>      BTW -(Різниця змінних х і у)
PRODUKT OF <x> AN <y>   BTW *(Множення змінних х на у)
QUOSHUNT OF <x> AN <y>  BTW /(Цілочисельне ділення змінних х на у)
MOD OF <x> AN <y>       BTW mod(Остача від ділення числа х на у )
BIGGR OF <x> AN <y>     BTW max(Максимальна зі змінних х і у)
SMALLR OF <x> AN <y>    BTW min(Мінімальна зі змінних х і у)
```

Нижче наведено приклад простої програми на LOLCODE, яка виводить на стандартний потік виводу рядка HAI, WORLD!.

### Приклад 1
```
HAI
 
1.2

CAN
 
HAS
 
STDIO
?

BTW
 
VISIBLE
 
"THIS IS EXAMPLE 1 AND THIS IS EXAMPLE OF COMMENT"

VISIBLE
 
"HAI WORLD!"

OBTW

VISIBLE
 
"THIS TOO IS"

VISIBLE
 
"AN EXAMPLE OF COMMENT"

TLDR

KTHXBYE

```

Вивід:
```
HAI
 
WORLD
!

```

Вивелось тільки HAI WORLD! оскільки рядки 3, 5, 6, 7, 8 є коментарями.
Далі простий приклад коду для роботи з файлами.("PLZ OPEN FILE «НАЗВА ФАЙЛУ» означає «Будь ласка відкрий файл „НАЗВА ФАЙЛУ“ — метод для відкриття файлу»)

### Приклад 2
```
 HAI
 CAN HAS STDIO?
 PLZ OPEN FILE "LOLCATS.TXT"?
     AWSUM THX
         VISIBLE FILE
     O NOES
         VISIBLE "ERROR!"
 KTHXBYE
```

Наступний приклад показує роботу команд IM IN YR LOOP ,I HAS A variable, IZ і методу GIMMEH .

### Приклад 3
```
HAI 1.0
CAN HAS STDIO?
I HAS A VAR1 ITZ 10
I HAS A WORD
GIMMEH WORD
IM IN YR LOOP
    UP VAR1!!1
    IZ VAR1 BIGGER THAN 20? KTHX
IM OUTTA YR LOOP
VISIBLE WORD
VISIBLE VAR1
KTHXBYE
```

## Реалізація LOLCODE
LOLPython — клас мови Python, який дозволяє використовувати LOLCODE при написанні програми. Також існує LOLCODE.NET — компілятор LOLCODE в MSIL, він перебуває на ранній стадії розробки. Зараз найновіший та найсучасніший інтерпритатор для мови LOLCODE — lci, написаний на С Джастіном Мезою. Він ефективно інтерпретує LOLCODE на різних платформах. Цікаво те що на конференції Microsoft TechEd 2007 в Австралії, Microsoft оголосили, що їхня наступна версія Visual Studio буде підтримувати тільки LOLCODE і називатиметься Cheezburger Studio.